# Tholéite
Cet article court présente un sujet plus développé dans : Basalte.

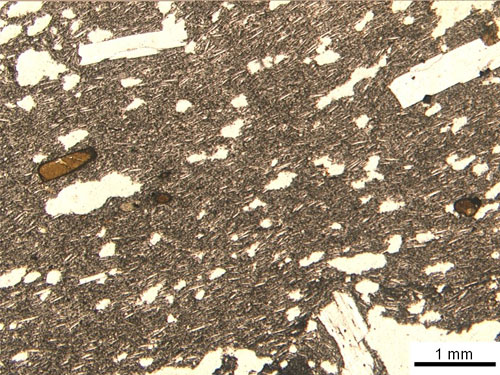
Coupe mince d'un basalte tholéitique en lumière polarisée.

Le diagramme AFM (Alcalins, Fer, Magnésium) permet de distinguer les trois principales séries magmatiques (tholéiitique, alcaline et calco-alcaline).

Une tholéite (ou tholéiite), ou un basalte tholéitique (ou tholéiitique, lithotype de Tholey, en Sarre), est un basalte saturé en silice. Les tholéites ne comportent en général pas d'olivine ; quand elles en contiennent (parfois en grande quantité mais plus souvent de manière anecdotique), on parle de « tholéite à olivine ». En général, elles ne contiennent pas non plus de quartz ; quand elles en contiennent (parfois sous forme de reliques), on parle de « tholéites à quartz ». 
La série tholéiitique est caractéristique des zones de dorsales océaniques, des arcs océaniques (subduction océan-océan) ou des provinces magmatiques.